# مذبحة غورنيا يوشانيكا
مذبحة غورنيا يوشانيكا وقعت في قرية غورنيا يوشانيكا بالقرب من فوتشا في شرق البوسنة والهرسك حيث قُتل 56 مدني صربي خلال هجوم شنه جيش جمهورية البوسنة والهرسك في 19 ديسمبر 1992 في عيد القديس نيكولا.
في 19 ديسمبر 1992 هاجم جنود مسلمون قرية غورنيا يوشانيكا حيث شارك حوالي 600 فرد من جيش البوسنة والهرسك في الهجوم في عشر مجموعات تم نشرها في عشر قرى أخرى من غورنيا يوشانيكا والتي تم القضاء عليها.
من بين ضحايا المذبحة 21 امرأة قُتلت وثلاثة أطفال وهم دراغانا فيشنييتش البالغة من العمر 10 سنوات وشقيقها الرضيع الأصغر بثلاث سنوات دراشين ودانكا تانوفيتش البالغة من العمر عامين. تم طعن الضحايا عدة مرات وتم قطع أعناقهم وتشويه أجزاء من أجسادهم. تم تقييد بعض الضحايا بالأسلاك وتم سحق أيديهم وأرجلهم وجماجمهم بأدوات حادة.
في عام 2012 تم إحالة القضية إلى النيابة العامة في تريبينيي التي قيل إنها تطور قضية ضد ستين شخص.
زعم شهود المأساة أن الزعيم البوسني السابق زعيم إماموفيتش مسؤول عن 56 حالة وفاة بالإضافة إلى حرق 250 منزل وكنيسة أرثوذكسية ومقبرة.